# Rudolf Neck
Rudolf Neck (* 4. Juli 1921 Wien; † 21. Juli 1999 ebenda) war österreichischer Historiker und Archivar. Von 1979 bis 1986 war er Generaldirektor des Österreichischen Staatsarchivs.

## Jugend und Ausbildung
Rudolf Neck maturierte im Frühjahr 1939 und absolvierte dann den Reichsarbeitsdienst, der für seinen Jahrgang als Bedingung für die Immatrikulation vorgeschrieben war. Ab Oktober 1939 studierte er an der Universität Wien Geschichte, Germanistik und Romanistik. Im Jahr 1941 wurde er zur Deutschen Wehrmacht eingezogen und kämpfte als Artillerist im Deutsch-Sowjetischen Krieg. Nach Kriegsende geriet er in englische Kriegsgefangenschaft. Nach seiner Freilassung im März 1946 setzte er sein Studium an der Universität fort und wurde 1948 mit einer Dissertation über die Türkenpolitik Kardinal Khlesls zum Dr. phil promoviert. Im selben Jahr schloss er mit der Staatsprüfung einen Kurs am Institut für Österreichische Geschichtsforschung ab, der ihn zum Dienst in Archiven befähigte. In diesem Institut arbeitete er bis 1949 auch als Hilfskraft.

## Karriere und Forschung
Ab 1949 machte Neck beim Österreichischen Staatsarchiv Karriere: Zunächst arbeitete er als Archivar, 1973 wurde er Leiter des Archivamts, 1976 Direktor der Abteilung Allgemeines Verwaltungsarchiv und von 1979 bis 1986 war er der Generaldirektor des Österreichischen Staatsarchivs. Aufgrund seiner Initiative fand der Umzug des Archivs in den Neubau in Erdberg statt.
Seine frühen Forschungsarbeiten beschäftigten sich mit dem Österreich des 16. und 17. Jahrhunderts, aber schon in den 1950er-Jahren trat die Zeitgeschichte in den Vordergrund. Neck begründete 1957 die Arbeitsgemeinschaft für Geschichte der Arbeiterbewegung in Österreich und war ab 1964 Geschäftsführer der Internationalen Tagung der Historiker der Arbeiterbewegung. 1971 begründete er die Wissenschaftliche Kommission zur Erforschung der Geschichte der Republik Österreich, deren Forschungsergebnisse er gemeinsam mit Ludwig Jedlicka und Adam Wandruszka in etwa 30 Bänden publizierte. Zusammen mit Adam Wandruszka war er 1959 an der Entzifferung der Geheimschrift Kaiser Leopolds II. beteiligt.
Von 1982 bis 1986 war Neck Mitglied beim Internationalen Archivrat und 1987 Konsulent der Bundesregierung für Archivfragen. Er wurde am Jedleseer Friedhof bestattet.

## Werke
- Österreichs Türkenpolitik unter Melchior Khlesl. Wien 1948
- Arbeiterschaft und Staat im Ersten Weltkrieg 1914–1918. 2 Bände. Europa-Verlag, Wien 1964 und 1968.

## Ehrungen und Auszeichnungen
- 1976: Goldenes Ehrenzeichen für Verdienste um das Land Wien
- 1990: Ehrenkreuz für Wissenschaft und Kunst I. Klasse